# Ortner (Familienname)
Ortner ist ein deutscher Familienname.

## Namensträger

### A
- Alfons Ortner (1907–1992), österreichischer Maler, Grafiker und Hochschullehrer
- Andreas Ortner (* 1975), deutscher Radrennfahrer
- Anton Ortner (Architekt) (1776–1862), österreichischer Architekt
- Anton Ortner (Tischler) (1817–1885), österreichischer Kunsttischler
- Anton Ortner (Musiker) (1823–1900), deutscher Komponist und Organist

### B
- Benjamin Ortner (* 1983), österreichischer Basketballspieler
- Bruno Ortner (1889–1971), österreichischer Generalleutnant

### C
- Christian Ortner (Journalist) (* 1958), österreichischer Journalist
- Christian Ortner (Historiker) (* 1969), österreichischer Historiker
- Christian Ortner (Journalist, 1971) (* 1971), österreichischer Journalist (Chefredakteur der Vorarlberger Nachrichten)
- Claudia Bandion-Ortner (* 1966), österreichische Juristin

### E
- Erich Ortner (* 1948), deutscher Wirtschaftsinformatiker und Hochschullehrer
- Ernst Ortner (1914–1945), österreichischer Widerstandskämpfer
- Erwin Ortner (* 1947), österreichischer Chorleiter und Dirigent
- Eugen Ortner (1890–1947), deutscher Dramatiker und Schriftsteller

### F
- Franz Ortner (Eisschnellläufer) (1905–1973), österreichischer Eisschnellläufer
- Franz Ortner (Journalist) (1922–1988), österreichischer Journalist
- Franz Ortner (Theologe) (* 1943), österreichischer katholischer Kirchenhistoriker

### G
- Gerald Ortner (* 1974), österreichischer Polizist und Verwaltungsjurist, Landespolizeidirektor der Steiermark
- Gerhard Ortner (* 1933), österreichischer Bankmanager
- Gerhard E. Ortner (* 1940), österreichischer Wirtschaftswissenschaftler
- Gustav Ortner (Physiker) (1900–1984), österreichischer Physiker
- Gustav Ortner (1935–2022), österreichischer Diplomat

### H
- Hans Ortner (1943–1994), österreichisch-deutscher Maler und Bildhauer
- Helmut Ortner (Schauspieler) (1927–2024), österreichischer Schauspieler
- Helmut Ortner (Journalist) (* 1950), deutscher Journalist und Medienentwickler
- Hermann Heinz Ortner (1895–1956), österreichischer Schauspieler, Regisseur und Dramatiker

### I
- Ines Ortner-Bach (* 1981), deutsche Fußballspielerin

### J
- Jakob Ortner (1879–1959), österreichischer Gitarrist, Lautenist, Komponist und Musikpädagoge
- Johannes Ortner (Geophysiker) (* 1933), österreichischer Geophysiker und Raumfahrtmanager
- Johannes Ortner (Rennfahrer) (* 1935),  österreichischer Automobilrennfahrer und Unternehmer
- Johannes Ortner (Bankmanager) (* 1966), österreichischer Bankmanager
- Johannes Ortner (Fußballspieler) (* 1991), österreichischer Fußballspieler
- Josef Ortner (Landrat) (1891–1951), deutscher Verwaltungsjurist
- Josef Ortner (Politiker, 1899) (1899–1989), österreichischer Politiker (ÖVP)
- Josef Ortner (Politiker, 1925) (1925–1988), österreichischer Politiker (SPÖ)
- Julia Ortner (* 1972), österreichische Journalistin

### K
- Karl Ortner (1899–1967), österreichisch-deutscher Kunsthistoriker
- Karl Ortner (Politiker) (1901–1959), deutscher Verwaltungsbeamter und Kommunalpolitiker (NSDAP)
- Klaus Ortner (* 1960), österreichischer Schauspieler

### L
- Laurids Ortner (* 1941), österreichischer Architekt und Hochschullehrer
- Lotti Ortner-Röhr (1931–2023), deutsche Fotografin und Bildjournalistin

### M
- Manfred Ortner (Architekt) (* 1943), österreichischer Architekt und Hochschullehrer
- Manfred Ortner (Diplomat), österreichischer Diplomat
- Marc Ortner (* 1998), österreichischer Fußballspieler
- Matthias Ortner (1877–1960), österreichischer römisch-katholischer Militärseelsorger und Pfarrer
- Maximilian Ortner (* 2002), österreichischer Skispringer
- Melanie Ortner-Stassen (* 1981), österreichische Musicaldarstellerin

### N
- Norbert Ortner (Mediziner) (1865–1935), österreichischer Internist
- Norbert Ortner (Schauspieler) (* 1988), deutscher Schauspieler und Regisseur

### O
- Oliver Ortner (* 1968), österreichischer Journalist

### R
- Ran Ortner (* 1959), US-amerikanischer Künstler
- Peter Ortner (Biologe) (* 1934), italienischer Biologe, Umweltschützer und Heimatpfleger
- Peter Ortner (Politiker) (* 1937), österreichischer Jurist und Politiker (FPÖ)
- Peter Ortner (Bergsteiger) (* 1983), österreichischer Bergsteiger und Kletterer
- Reinhold Ortner (1930–2024), deutscher Pädagoge und christlicher Autor
- Rudolf Ortner (1912–1997), deutscher Architekt, Maler und Fotograf
- Rudolf Ortner-Weigand (1897–1976), österreichischer Soldat, Generalmajor der deutschen Luftwaffe im Zweiten Weltkrieg

### S
- Sherry B. Ortner (* 1941), US-amerikanische Anthropologin

### T
- Theo Ortner (1899–1966), deutscher Maler
- Thomas Ortner (1948–2013), österreichischer Journalist

### W
- Wolfram Ortner (* 1960), österreichischer Skirennläufer